# Le Blanc-Mesnil
Le Blanc-Mesnil település Franciaországban, Seine-Saint-Denis megyében. Lakosainak száma 59 912 fő (2022. január 1.). Le Blanc-Mesnil Le Bourget, Aulnay-sous-Bois, Bondy, Drancy, Dugny, Bonneuil-en-France és Gonesse községekkel határos.

## Népesség
A település népességének változása:
| Lakosok száma | 52 797 | 55 297 | 56 346 | 56 783 | 57 150 | 57 498 | 57 989 | 58 257 | 59 912 |
|               | 2013   | 2015   | 2016   | 2017   | 2018   | 2019   | 2020   | 2021   | 2022   |

## Ismert szülöttjei
- Moussa Sissoko (1989) francia válogatott labdarúgó
- Johann Obiang (1993) gaboni válogatott labdarúgó
- Raphaël Guerreiro (1993) Európa-bajnok portugál válogatott labdarúgó